# Эвар, Андре
Андре Эвар (фр. André Evard; 1 июня 1876[…], Ренан, Берн — 23 июля 1972 или 20 июля 1972, Ле-Локль, Невшатель) — швейцарский художник и график. Работы его представлены как абстрактной, так и фигуративной живописью. Автор сотен полотен маслом, а также от двух до трёх тысяч акварелей и рисунков гуашью.

## Жизнь и творчество
После ранней смерти отца А. Эвар вместе с матерью переезжают в Ла-Шо-де-Фон, где открывают кондитерскую. Первой профессией будущего художника также была работа кондитера. Получив наследство от одного из родственников, А. Эвар изучает живопись в 1905—1909 в Школе искусств Ла-Шо-де-Фона, а затем курс декоративного творчества у одного из учеников Фердинанда Ходлера, Шарля л’Эплатенье. У последнего А. Эвар занимается преимущественно тонкой работой по эмали и золоту, в связи с чем получает от учителя прозвище «ювелира живописи». В этот период А. Эвар находится под сильным влиянием искусства модерн. Среди его друзей следует назвать Ле Корбюзье, Конрада Мейли и Леона Перрена, с первым из них Эвар выполняет некоторые совместные проекты (Вилла Ла Фаллет в Ла-Шо-де-Фоне). Начиная с 1907 года Эвар практически полностью посвящает себя живописи и графике. Предпринимает в том же году длительное путешествие по Италии, где также много рисует и изучает полотна старых мастеров. В 1908 году он выставляет свои первые коллажи, не имевшие, однако, успеха. В 1909 в Мюнхене и в 1914 году в Невшателе принимает участие в художественных выставках, также не отмеченных творческими прорывами — чему следует глубокий духовный кризис мастера.
В 1913 году относятся его первые абстрактные работы, выполненные в стиле кубизма. Наибольшее внимание тогда привлекают также конструктивистские полотна и графика А. Эвара, выдвинувшие его в число наиболее ярких представителей швейцарского авангарда. Он открывает также для себя т. н. «серийное» искусство как вариации одного, основного мотива (как пример — его «Розы»). После смерти матери художник уезжает в Париж, где живёт и работает с 1923 по 1927 год. Здесь он знакомится с такими деятелями европейского авангарда, как Ж. Брак, Р. Делоне и Тео ван Дусбург. Некоторые из его абстракционистских, кубических и конструктивистских произведений, созданных в этот парижский период, выставлялись в Осеннем салоне и в салоне Независимых. В то же время художник избегал продавать свои картины торговцам, галеристам и коллекционерам.
Вернувшись в Швейцарию, художник живёт в Ла-Шо-де-Фоне. В 1928 он женится на Милке Реген, дочери художника Луи Регена. В 1929, в результате биржевого краха и экономического кризиса А.Эвар теряет всё своё состояние, и остаток жизни проводит в бедности, более не выезжая за рубеж. В 1932 он снова меняет свой художественный стиль, создавая фигуративные, практически лишённые человеческого присутствия, пейзажи и натюрморты, рисованные яркими, сочными красками. Участвует в различных художественных выставках, например — «Проблемы времени в швейцарской живописи и скульптуре» 1936 года в Цюрихе. В 1937 вступает в недавно основанную группу «Альянс», объединявшую мастеров-абстракционистов и сюрреалистов. В последующие годы неоднократно переходил от абстрактной к фигуративной живописи, и наоборот. Особенностью творчества Эвара состоит в том, что он одним из первых в начале XX столетия начинает работать в абстрактной живописи, и возвращается к фигуративному искусству тогда, когда абстракционизм на художественной сцене доминирует. Многие годы жизни мастер провёл в состоянии самоизоляции. В 1972 году он закончил свою последнюю работу — сияющий ясным светом триумфальный крест. В начале XXI века интерес к творчеству А. Эвара в Европе возрождается.

## Дополнения
- Одно из полотен А. Эвара (1924) Архивная копия от 27 мая 2014 на Wayback Machine
- Интерьер работы А. Эвара (1908)